# 鄭居貞
鄭居貞，福建人，明朝初期政治人物。
鄭居貞因明经被举荐，历任鞏昌通判、河南参政，有政绩。其与方孝孺为友，孝孺教授漢中时，鄭居貞作《鳳雛行》。朱棣发动“靖难之役”，攻破南京后，方孝孺被“诛十族”。鄭居貞连坐而被诛杀。